# Total War: Shogun 2
Total War: Shogun 2 er et strategispil udgivet i 2011 The Creative Assembly. Det er en del af Total War-serien, der også indbefatter Shogun: Total War. Det foregår i midten af 1500-tallets Japan, hvor man påtager sig rollen som leder (daimyo) af en af de syv klaner.

## Gameplay
Shogun foregår både i realtime og som et turbaseret strategispil. Spillet foregår på tur mellem de forskellige klaner, når man styrer sine hære på oversigtskortet, hvor man kan se hele Japan. Her skal man både opbygge sit område og økonomi, men samtidig forsvare sig imod fjendens soldater. Når to hære mødes på slagmarken skiftes i stedet til en realtime 3d sekvens. Shogun 2 blev i denne sammenhæng kendt for sin implementering af den japanske miltærstrateg, Sun Tzus lære.